# Scherwiller
Scherwiller (Scherweiler in tedesco) è un comune francese di 3 217 abitanti situato nel dipartimento del Basso Reno nella regione del Grand Est.

## Società

### Evoluzione demografica
Abitanti censiti